# Fu Chai
Fu Chai (chinois : 夫差 ; pinyin : fū chāi, mort en -473) est un souverain de l'état de Wu, pendant la période des Printemps et des Automnes (722 – 481 av. J.-C.).
Il fut à l'origine de la construction du Grand Canal, lors de ces conquêtes vers le Nord. Ce canal est aujourd'hui e plus long du monde, reliant Pékin, dans le Nord de la Chine à Hangzhou, au Sud de Shanghaï, il mesure aujourd'hui 1 794 km. 